# Biblia. Testamentum Novum cum prologis
Biblia. Testamentum Novum cum prologis – łaciński manuskrypt Nowego Testamentu z VIII w., przechowywany w Bibliotece Narodowej. 

## Historia
Rękopis powstał w VIII w., prawdopodobnie w regionie mozelskim. Na karcie 6. znajduje się notka o treści: Ex Libris Imperialis Monasterii s. Maximini sugerująca, że zabytek pochodzi z opactwa benedyktynów w Trewirze. W opactwie tym pozostawał przynajmniej do XV w., a możliwe, że nawet do XVIII w.. W 1894 odnaleziony został na jednym ze strychów w Koblencji. W 1900 Wilhelm Weißbrodt przekazał manuskrypt do biblioteki Liceum Hosianum w Braniewie. Podczas II wojny światowej zbiory te zostały rozproszone i w większości zniszczone, jednak manuskrypt ocalał w rękach prywatnych.
W 1986 manuskrypt został zakupiony przez Bibliotekę Narodową, w której przechowywany jest pod sygnaturą Rps 8100 III (dawniej BN akc. 12400 ). Manuskrypt został zdigitalizowany w ramach projektu Patrimonium i dostępny jest w bibliotece cyfrowej Polona. Według informacji z 2003 manuskrypt był najstarszym rękopisem w zbiorach Biblioteki Narodowej, a także najwcześniejszym zachowanym w całości kodeksem w zbiorach polskich. Określenie Biblia. Testamentum Novum cum prologis używane jest w katalogu Biblioteki Narodowej. W publikacjach manuskrypt jest też określany jako Testamentum Novum, Nowy Testament. Od 2024 manuskrypt prezentowany jest na wystawie stałej w Pałacu Rzeczypospolitej.

## Opis
Manuskrypt, wykonany na pergaminie, ma wymiary 34×27cm. Składa się ze 242 kart podstawowych i X dodatkowych. Oprawa, składająca się z desek i skóry, pochodzi z XV wieku i była poddawana konserwacji. Karty I, IV, V, X są niezapisane. Kodeks jest uszkodzony – brakuje dolnego zewnętrznego rogu książki. Numeracja stron widoczna jest w lewym dolnym rogu karty recto. Rękopis zawiera artefakty konserwatorskie. Manuskrypt spisany został przez kilku kopistów minuskułą karolińską w jednej kolumnie. Tekst zdobią proste inicjały z motywami zoomorficznymi i plecionkowymi, kolorowane czerwienią, zielenią i żółcieniem.
Manuskrypt zawiera pełny łaciński tekst Nowego Testamentu. Na kartach 1r–v znajduje się tablica kanonów, zaś na kartach II–III, VII–IX fragmenty dzieła De temporum ratione Bedy Czcigodnego. Na karcie 5. umieszczona jest groźba klątwy, mająca chronić kodeks przed kradzieżą (Codex sancti Maximini. Si quis eum abstulerit anathema sit in eternum. Amen).

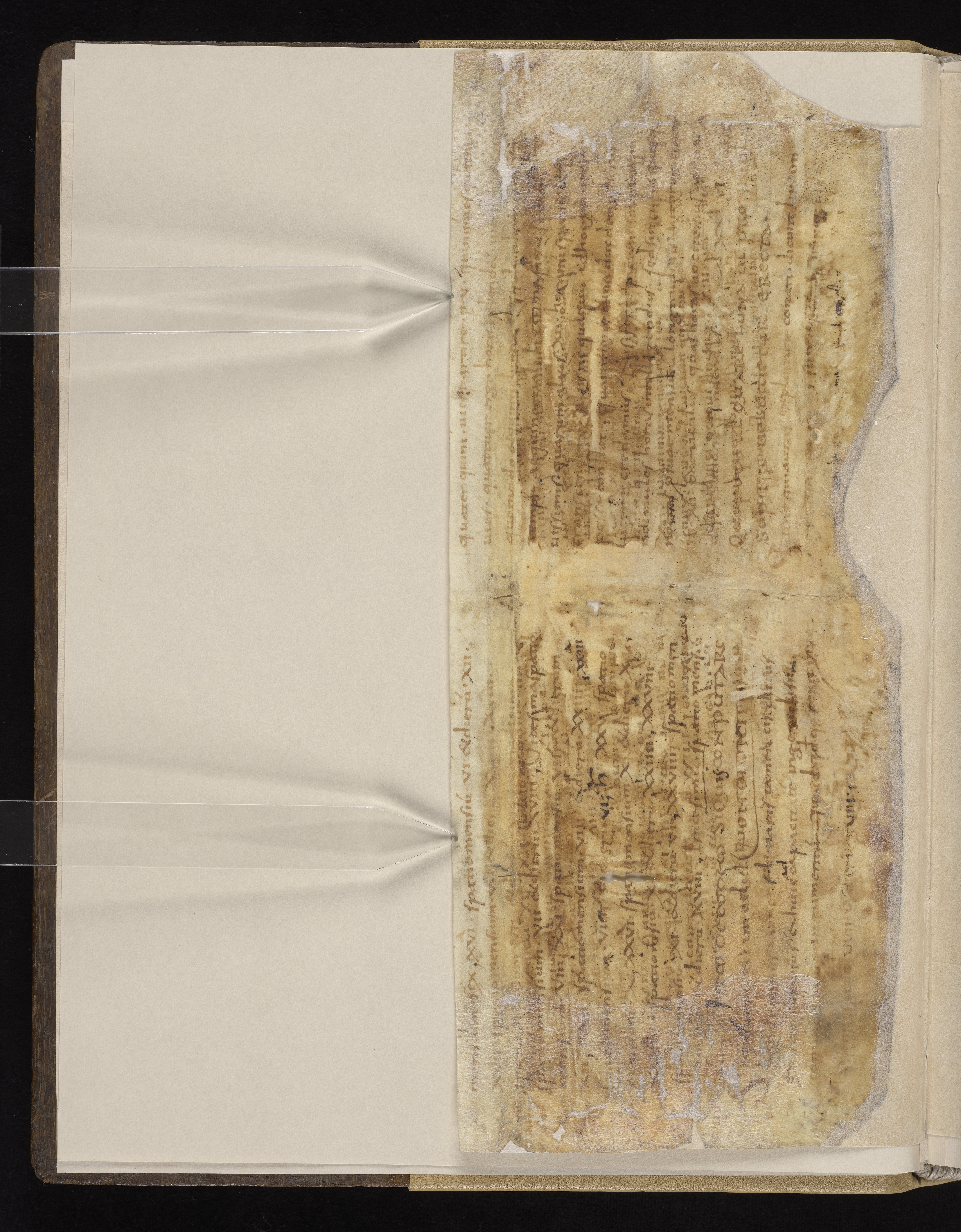
Fragment De temporum ratione Bedy (karta IIv)
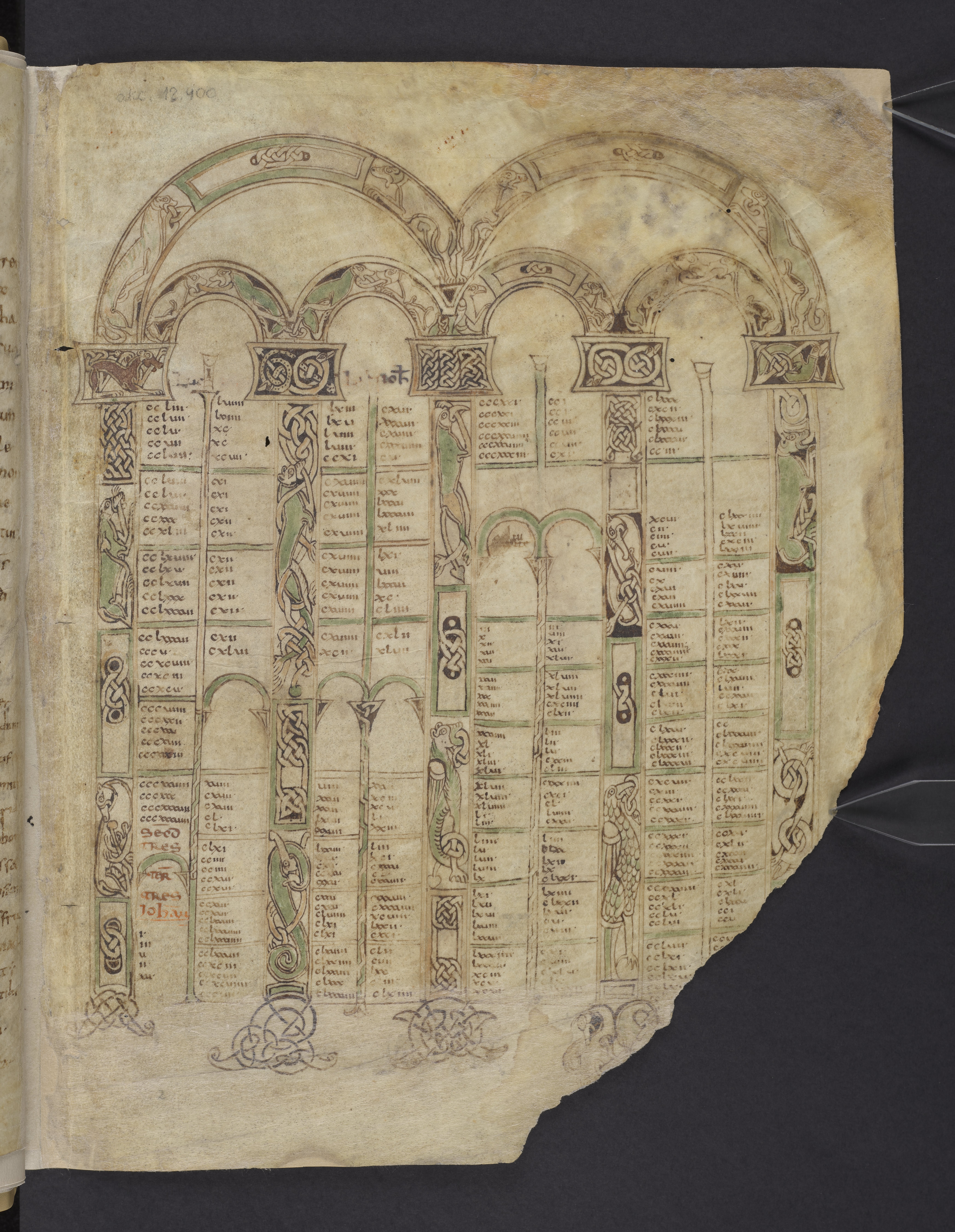
Kanony Euzebiusza (karta 2r)
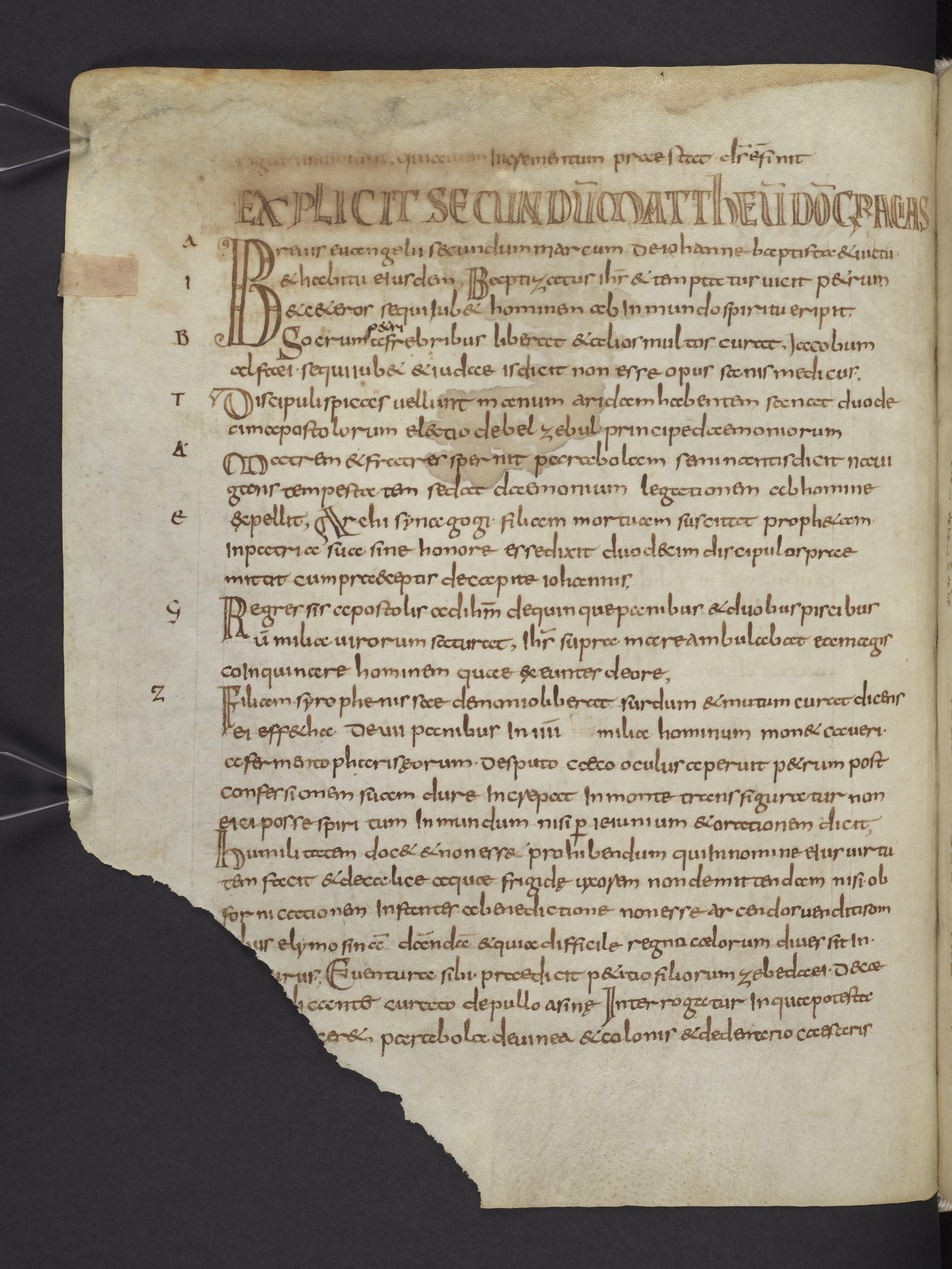
Strona z inicjałem (karta 31v)
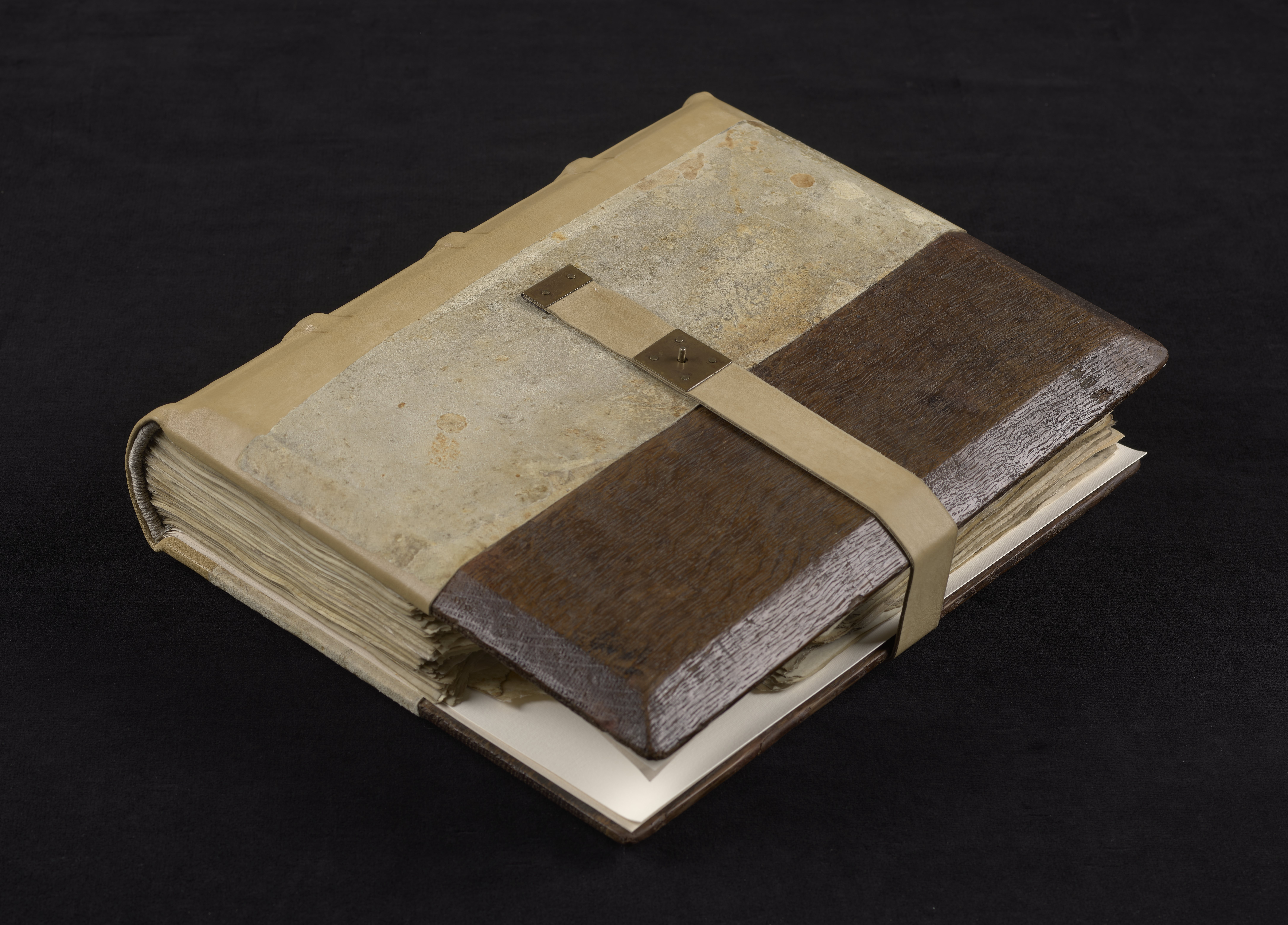
Oprawa kodeksu
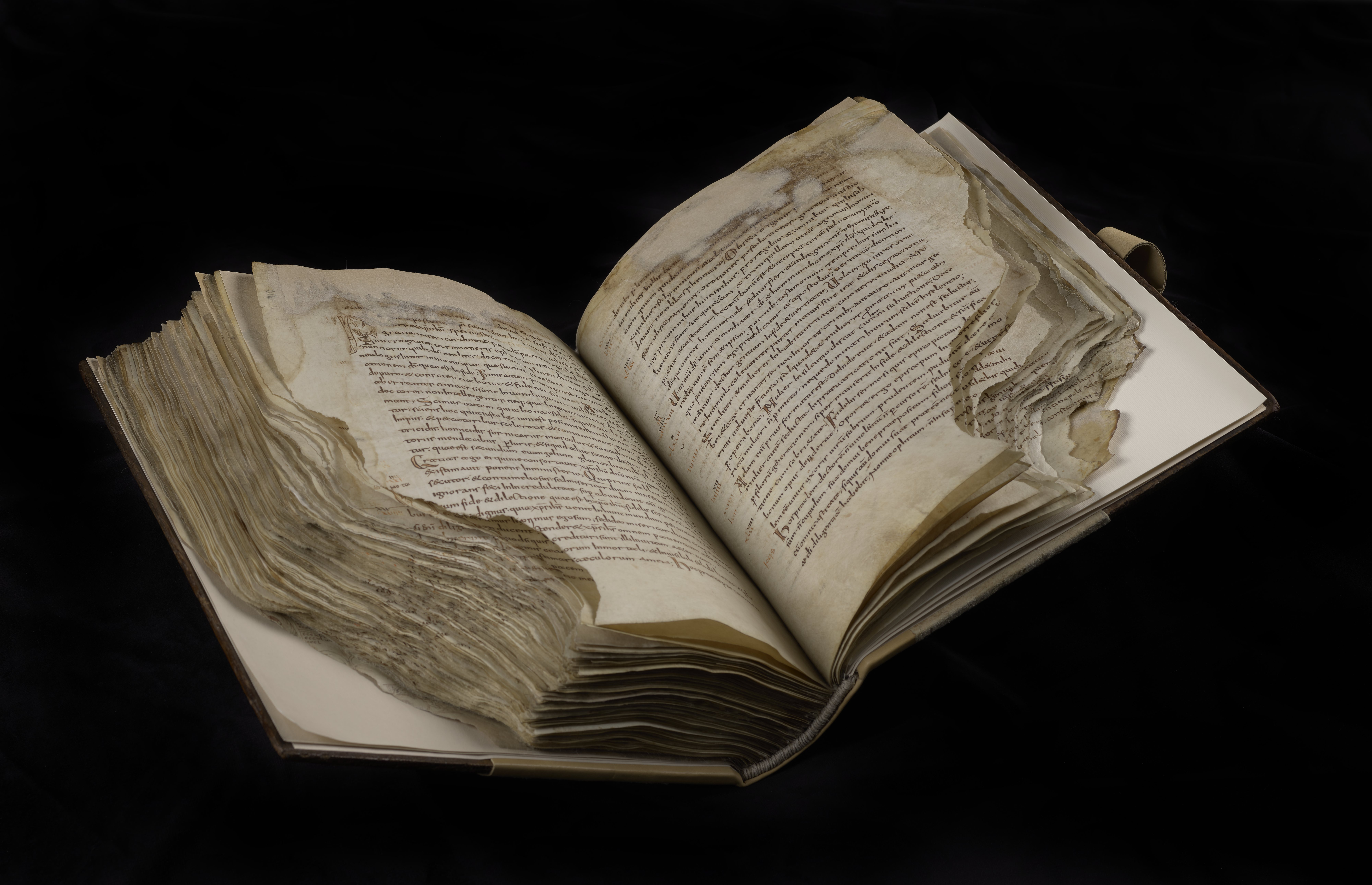
Widok ogólny manuskrypt